# Примаков, Павел Петрович
Павел Петрович Примаков (1915—1998) — участник Великой Отечественной войны, командир взвода пешей разведки 253-го стрелкового полка 14-й стрелковой дивизии 14-й армии Карельского фронта, лейтенант. Герой Советского Союза (1945).

## Биография
Родился 27 сентября (10 октября по новому стилю) 1915 года в станице Ольгинская области Войска Донского, ныне Аксайского района Ростовской области, в крестьянской семье. Русский.
Окончил 5 классов. С 1929 года трудился на предприятиях города Ростова-на-Дону. Работал трактористом в пригородном совхозе.
В Красную Армию призван в 1937 году Ростовским горвоенкоматом Ростовской области и направлен для прохождения действительной военной службы на Крайний Север. Участник советско-финской войны 1939-1940 годов в составе 52-й стрелковой дивизии.
На фронте в Великую Отечественную войну с июня 1942 года в должности старшины роты 253-го стрелкового полка 14-й стрелковой дивизии. В 1944 году окончил курсы младших лейтенантов. Участвовал в Петсамо-Киркенесской наступательной операции (7 октября — 1 ноября 1944 года). Взводу пешей разведки под командованием лейтенанта Павла Примакова была поставлена задача: вместе с ротой автоматчиков переправиться через залив Бекфьорд (Норвегия), захватить на противоположном берегу высоту и создать плацдарм для переправы полка. Задание было выполнено. Разведчики отбили несколько контратак гитлеровцев и удержали плацдарм, обеспечив переправу всего 253-го стрелкового полка. Позже участвовал в операции по форсированию Одера.
Войну закончил на территории Германии. После войны Примаков продолжал службу в Вооруженных Силах СССР. Член ВКП(б)/КПСС с 1946 года. В 1948 и 1951 годах проходил курсы усовершенствования офицерского состава. С 1958 года майор П. П. Примаков — в запасе.
Жил в городе Ростов-на-Дону. Работал в военизированной охране одного из ростовских заводов.
Умер 24 марта 1998 года. Похоронен на Северном кладбище Ростова-на-Дону.

## Память

Могила Примакова на Северном кладбище Ростова-на-Дону

- Надгробный памятник установлен на могиле П. П. Примакова на Северном кладбище Ростова-на-Дону.

## Награды
- Указом Президиума Верховного Совета СССР от 24 марта 1945 года за образцовое выполнение боевых заданий командования на фронте борьбы с немецко-фашистским захватчиками и проявленные при этом мужество и героизм лейтенанту Примакову Павлу Петровичу присвоено звание Героя Советского Союза с вручением ордена Ленина и медали «Золотая Звезда» (№ 5526).
- Награждён орденами Александра Невского, Отечественной войны 1-й степени, двумя орденами Красной Звезды, медалями.